# Каптерев, Николай Фёдорович
Никола́й Фёдорович Ка́птерев (8 (20) июля 1847, село Клёново, Подольский уезд, Московская губерния — 18 (31) декабря 1917, Сергиев Посад) — русский историк, член-корреспондент Императорской Академии наук, ординарный профессор Московской духовной семинарии (1895). Старший брат П. Ф. Каптерева.

## Биография
Родился в семье сельского священника. Окончил Звенигородское духовное училище, затем Вифанскую духовную семинарию и поступил в Московскую духовную академию (1868). По окончании курса исторического отделения в 1872 году он был оставлен при Академии для подготовки магистерской диссертации. В 1874 году его монография «Светские архиерейские чиновники в древней Руси» была опубликована и блестяще защищена на открытом магистерском диспуте в Московской духовной академии. О защите диссертации дала отчёт газета «Современные известия» (1874, № 266); ректор Академии А. В. Горский в личном письме в самых лестных выражениях отметил научные заслуги ученика.
С 1874 года доцент по кафедре древней гражданской истории МДА; экстраординарный профессор с марта 1883 года, ординарный профессор с декабря 1895 года — после защиты диссертации «Сношения иерусалимского патриарха Досифея с русским правительством (1669—1707 гг.)». В 1898 году был удостоен звания заслуженного профессора. В мае 1905 года Вышел на пенсию по выслуге лет, почетный член МДА.
Одновременно преподаватель географии в сергиевопосадской мужской гимназии (1876—1878). Статский советник (1883).
Удостоен степени доктора церковной истории (1885), но К. П. Победоносцев отменил решение Совета МДА и утверждение Синода, запретив публиковать работы Каптерева о Патриархе Никоне (1888), лауреат Макариевской (1885) и малой Уваровской (1888) премий, доктор церковной истории (1891), член Международного конгресса по доисторической археологии и антропологии (1892) и Общества истории и древностей российских при Московском университете (1893).
Лауреат половинной Макариевской премии (1891, 1899), посетил Святую Землю, Константинополь и Рим, награжден орденами Св. Гроба Господня и Золотым Крестом с частицей Животворящего Древа (1900), действительный статский советник (1902).
В 1894—1902 и 1910—1912 годах — городской староста Сергиева Посада; организовал в городе мужскую и женскую гимназии, строительство городской больницы.
17 ноября 1910 года был избран членом-корреспондентом Академии наук по Историко-филологическому отделению. Лауреат Уваровской премии (1912).
В 1912—1917 годах был членом IV Государственной думы от Московской губернии; представлял в Думе Партию прогрессистов. Член комиссий: по старообрядческим делам (председатель), народному образованию, делам Православной Церкви, вероисповедным вопросам, для обсуждения законопроекта о новом уставе университетов, председатель Дмитровского уездного комитета по оказанию помощи беженцам (1915), член комиссии при МВД для пересмотра действующих законоположений по делам Римско-Католической Церкви в России (1917).
Член Поместного Собора по избранию от Государственной думы, не прибыл ввиду тяжелой болезни.
Скончался от воспаления лёгких. Похоронен на Вознесенском кладбище Сергиева Посада, уничтоженном в советское время.

## Основные работы
По сношениям России с православным Востоком:
- «Характер отношений России к православному Востоку в XVI и XVII столетиях» (М., 1884) pdf
- «Архидские архиепископы и подчиненные им иерархи разных кафедр, явившиеся в Москву за милостынею в XVI, XVII и в начале XVIII столетия» (1888)
- «Сношения иерусалимского патриарха Досифея с русским правительством : (1669-1707 г.)» (докторская диссертация). - Москва : тип. А.И. Снегиревой, 1891. - 2, IV, 362, 93 с.; 24. pdf
- «Сношения иерусалимских патриархов с русским правительством с половины XVI до конца XVIII столетия» (СПб., 1895) pdf
- «Господство греков в Иерусалимском патриархате с первой половины XVI до половины XVIII века» : История патриархов иерусалим. : Сост. по соч. иерусалим. патриарха Досифея. - Сергиев Посад : 2 тип. А.И. Снегиревой, 1897. - 34 с.; 24.
- «Сношения иерусалимских патриархов с русским правительством в текущем столетии» (СПб., 1898)
- «Приезд в Москву Павловского афонского монастыря архимандрита Исаии в 1688 году»
- «Приезд в Москву Иерусалимского патриарха Паисия в 1649 году»
- «Приезд в Москву за милостынею сербских иерархов разных кафедр и настоятелей разных сербских монастырей в XVI, XVII и в начале XVIII столетий»

По русской церковной истории:
- «Светские архиерейские чиновники в древней Руси» (М., 1874, магистерская диссертация) pdf
- «Патриарх Никон и его противники в деле исправления церковных обрядов. Время патриаршества Иосифа» (М., 1887).
- «Царь и церковные московские соборы XVI и XVII столетий» / Сергиев Посад: тип. Св.-Троиц. Сергиевой лавры, ценз. 1906. - 121 с.; 24. pdf
- «Патриарх Никон и царь Алексей Михайлович» Том I (Сергиев Поссад 1909)
- «Патриарх Никон и царь Алексей Михайлович» Том II (Сергиев Поссад 1912)
- «Ответ профессору Субботину: «Оправдание на несправедливые обвинения». Оттиски из №№ 8 и 9 Прав. Обозр. за 1888 год.
- «О греко-латинских школах в Москве в XVII веке до открытия славяно-греко-латинской академии» Прибавления Творениям св. Отцов, 1889, ч. 44. Кн. 4.
- «К вопросу о церковной реформе» // Богословский вестник 1905. т. 3, № 11
- «Власть патриаршая и архиерейская в Древней Руси в их отношении к власти царской и к приходскому духовенству.» // Богословский вестник 1905. т. 2, № 4
- «Суждение большого московского Собора 1667 года о власти царской и патриаршей» // Богословский вестник 1892. Т. 2. № 6.
- «Приезд в Московский Успенский собор Никона патриарха и дело Ростовского митрополиты Ионы»

Все работы, кроме книги: «Светские архиерейские чиновники в древней Руси» были написаны на основании архивных и рукописных материалов, до тех пор мало, а иногда и совсем не известных. Книга «Патриарх Никон», печатавшаяся в виде статей в журнале «Православное Обозрение», вследствие новых воззрений, проведенных им на время патриаршества предшественника Никона — Иосифа, и на действительное происхождение так называемых старообрядческих особенностей, вызвала против него нападения приверженцев старинных воззрений на историю старообрядства. Миссионерские противораскольничьи съезды требовали даже суда над автором. Дальнейшее печатание его статей о патриархе Никоне, по распоряжению К. П. Победоносцева, было запрещено, что не помешало большинству ученых признать воззрения автора правильными.

## Каптеревские чтения
Центр истории Византии и восточно-христианской культуры Института всеобщей истории Российской Академия наук с 2003 г. проводит ежегодные Каптеревские чтения.

## Семья
Жена — Вера Сергеевна (1856—1942) — дочь ректора Московской духовной академии Сергея Смирнова.
Сыновья:
- Павел Каптерев (1889—1955) — учёный, педагог.
- Сергей Каптерев (1895—1969) — историк, лингвист.